# Malý Cetín
Malý Cetín (in ungherese Kiscétény, in tedesco Klein Zetin) è un comune della Slovacchia facente parte del distretto di Nitra, nella regione omonima.